# Synagogue de Linz (1877-1938)

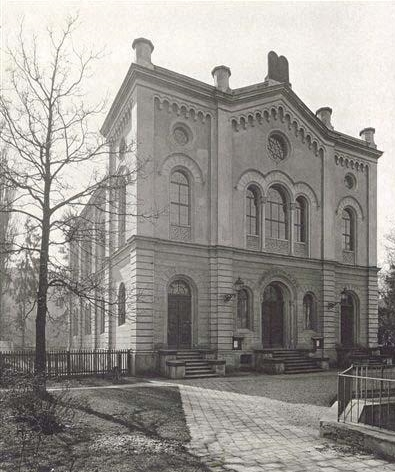
La synagogue en 1927 lors du jubilé

La synagogue de Linz en Autriche, inaugurée en 1877 et située au 26 Bethlehemstraße, a été détruite en 1938 lors de la nuit de Cristal, comme la plupart des lieux de culte juif en Allemagne et en Autriche annexée par le Reich allemand,

## Histoire de la communauté juive de Linz

### Les premières installations juives (vers 820 – 1863)
Selon Wozasek, les Juifs sont arrivés en Haute-Autriche aux alentours de 820. Des documents douaniers datant de 920 mentionnent explicitement des marchands juifs installés à Linz. Il est probable que de grosses implantations juives aient existé dès le XIIe siècle tout au long de la voie commerciale que représente le Danube. Lors des croisades et leur lot de massacres de Juifs, beaucoup de Juifs d'Allemagne sont venus chercher refuge en Autriche. Vers 1308, les croisés pénètrent en Haute-Autriche, mais on n'a pas de rapport d'exactions envers la communauté juive de Linz, qui aurait peut-être échappé au massacre.
En 1335, on trouve les premiers rapports faisant état d'une maison située au 6 Hahnengasse, utilisée par la communauté juive comme synagogue. En 1349, la peste noire se répand en Europe, et les Chrétiens accusent les Juifs de sa propagation. De nombreuses communautés juives sont massacrées. De nombreux Juifs fuient vers Vienne pour se mettre sous la protection du duc.
En 1367, une violente campagne antisémite se déchaine à Linz. La synagogue de la Hahnengasse est fermée et en 1369, les Juifs sont privés de leur droit commercial et les années suivantes les außerordentlichen Judensteuern (taxes juives extraordinaires) augmentent de façon considérable. En 1371, la situation dégénère et les conseillers du duc de l'époque saisissent tous les Juifs et les mettent en prison. Pour racheter leur liberté, ceux-ci doivent payer d'énormes rançons.
En 1420, une procédure identique se répète. À la suite d'une profanation présumée d'une hostie à Enns, tous les Juifs de la ville sont jetés en prison. Les pauvres sont chassés, et les plus riches ont le choix entre la mort ou le baptême. Après cet évènement, Linz se retrouve sans Juifs. La synagogue dans la Hahnengasse est transformée en Église de la Sainte-Trinité en réparation de l'injustice faite au christianisme.  Sur la base de fouilles entreprises après la Seconde Guerre mondiale, il apparait que la synagogue a été entièrement rasée avant la construction de l'église.
Ce n'est qu'en 1494, que le roi Maximilien Ier accorde de nouveau le droit aux Juifs de participer aux marchés de Linz, moyennant le paiement d'une taxe de séjour. Cette autorisation est due à l'amitié que porte l'empereur Frédéric III pour son médecin personnel le Juif Jacob ben Jechiel Loans. Ce dernier a souvent accompagné son empereur à Linz, et l'a soigné jusqu'à sa mort. Mais pendant encore plusieurs siècles, les Juifs sont soumis aux caprices du pouvoir. Des arrêtés d'expulsions sont pris en 1554, 1567, 1572, 1614, 1625, 1669 et 1670. Entre ces dates, les Juifs ne sont généralement que tolérés.
1775, est une période sombre pour les Juifs de Linz. Marie-Thérèse ordonne leur expulsion et leur interdit l'entrée dans les terres héréditaires des Habsbourg. Ce n'est que sous Joseph II et son édit de tolérance en 1782 que recommence pour les Juifs une période d'apaisement. Le 9 septembre 1783, le marché de Linz devient libre et les Juifs ont de nouveau le droit de s'y installer. En 1789, les résidents juifs obtiennent l'autorisation de tenir leur propre service religieux.
Au début du XIXe siècle, les Juifs ont retrouvé leur place au marché de Linz et ont installé une salle de prière au 6 Badgasse. En raison de l'accroissement de la population juive, la communauté loue en 1858 un second bâtiment au 10  Adlergasse. Mais ces deux salles sont rapidement insuffisantes et en 1861, un mariage doit être célébré par manque d'espace, dans le café Hoch de Linz.
Au cours des années suivantes, les Juifs acquièrent l'égalité civile. Un décret de Vienne du 18 février 1860, applicable en Haute-Autriche en 1863, permet aux Juifs d'acquérir des biens immobiliers. Quatre ans plus tard, ils obtiennent la pleine égalité par la loi organique de 1867.

### La communauté israélite (1863-1934)
La première mention de la communauté juive date de 1863 sous la forme d'une entrée dans le registre foncier. Elle concerne l'acquisition par l'israelitische Friedhofsstiftung (Fondation du cimetière israélite) d'un terrain pour un cimetière. Jusqu'alors les morts juifs devaient être enterrés à Rosenberg ou à Kalladay en Bohême. Mais la communauté n'a pas encore d'existence juridique. Le 27 janvier 1866, la décision est prise d'autoriser une Kultusgenossenschaft (association coopérative cultuelle). L'inconvénient majeur de cette association est l'interdiction d'avoir son propre registre des familles et de ne pas être autorisée à représenter les Juifs résidant à Linz. 

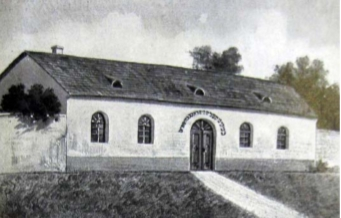
La synagogue dans la Marienstrasse

Le 28 juin 1870, les statuts sont modifiés et améliorés, l'association prend le nom de Kultusgemeinde (Communauté cultuelle) israélite. Son premier président est l'avocat Dr. Kohn avec à ses côtés Jakob Ganz, en tant que responsable de la synagogue. Pour affirmer le judaïsme naissant, la communauté achète la maison située au 11 Marienstraße (un ancien salon de cristal) pour la transformer en synagogue.
Peu de temps après, en raison de problèmes de santé, le Dr. Kohn est remplacé à la présidence par le Dr Leopold Winternitz. Sous sa direction, les maisons des 24 et 26 Bethlehemstraße sont acquises par la communauté. La première est revendue très rapidement, et le n°26 va servir comme logement à la famille du rabbin, Dr Stern. Cependant celui-ci reçoit bientôt un poste à Liverpool et doit quitter Linz. Il est remplacé par le rabbin Dr Abraham Frank, qui était déjà très impliqué dans les plans de financement de la nouvelle synagogue de Linz.
Lorsqu'en 1876, de façon imprévue le Dr Frank est nommé à Cologne, le très jeune rabbin de Sankt Pölten, Dr Adolf Kurrein, lui succède. Il entame alors la construction de la nouvelle synagogue qui est inaugurée en grande pompe en 1877. Le rabbin Kurrein sera rabbin de Linz pendant 7 ans, avant d'être nommé en 1883 rabbin de la communauté de Bielitz à l'époque en Silésie (actuellement Bielsko-Biała en Pologne). Il est remplacé par le Dr Ignaz Hahn, qui remet son poste pour raison de santé en 1907 à Benedikt Schwager. Le nouveau rabbin, Moritz Friedmann, occupera le poste pendant 40 ans.   
Les années 1900 peuvent être décrites comme l'âge d'or de la communauté de Linz. Celle-ci possède de nombreuses associations, comme la Frauenverein (Association des femmes), le Armeninstitut (Institut pour les pauvres), une association sportive et de gymnastique, ainsi que des mouvements sionistes. Le nombre de fidèles augmente de façon constante au début du XXe siècle, et la communauté qui jusqu'alors était associée aux communautés de Steyr et Salzbourg, devient indépendante. 
En 1923, d'après un recensement, 1 320 Juifs vivent en Haute-Autriche, soit le nombre le plus élevé jamais atteint.  En 1927, la communauté organise une grande cérémonie pour fêter le cinquantième anniversaire de la synagogue, avec pour l'occasion la publication d'une plaquette commémorative, rédigée par le président de la communauté de l'époque, Benedikt Schwager et le rabbin Viktor Kurrein. Ce document très détaillé, représente actuellement la source la plus importante sur la vie juive à Linz avant la Seconde Guerre mondiale.

### La période nazie (1934 – 1945)
Dès 1931, le mouvement nazi se propage à Linz. La communauté juive fait face à de plus en plus de troubles. Le président de la communauté Benedikt Schwager démissionne de son poste en 1934, par peur du régime nazi. La situation politique au sein de la communauté est très tendue.
En 1935 l'Allemagne adopte les lois de Nuremberg qui deviendront en vigueur à Linz dès l'Anschluss. Dès l'invasion de l'Autriche le 12 mars 1938, suivie par la fin de son autonomie, la communauté juive perd son statut juridique. Une première vague d'arrestations a lieu presque en même temps que l'occupation, suivie par la mise en place de l'aryanisation des biens juifs. Le rabbin de Linz, Viktor Kurrein émigre alors en Angleterre et ne reviendra plus à Linz.  En mai 1938, les élèves juifs sont expulsés des écoles publiques et privées de Linz et doivent suivre leur scolarité dans une Judenschule (école des Juifs). Le maire de Linz, Sepp Wolkerstorfer, en tant que président du conseil des écoles de la ville, choisit pour la Judenschule, les bâtiments vacants de l'ancienne "Waaghaus" (Poids public) de la vieille ville. Celle-ci sera fermée en 1942, comme toutes les écoles juives dans le Grand Reich allemand. 
Linz désignée ville natale du Führer, bien qu'Hitler soit né à Braunau am Inn et n'ai été au collège à Linz que pendant quatre ans, se doit d'être le plus rapidement possible Judenfrei (sans Juifs). Lors de la nuit de Cristal, du 9 au 10 novembre 1938, la synagogue est incendiée et les magasins et établissements détenus par les Juifs pillés. 96 citoyens juifs, très majoritairement des hommes, sont arrêtés et envoyés dans des camps de concentration.
Le Sturmbannführer SS Herbert Sperling, chef de la Schützendivision sous-section Oberdonau (Haut-Danube) fait un rapport des évènements à Linz et dans d'autres villes de Haute-Autriche: 
« L'action contre les Juifs du Gau d'Oberdonau, du fait que les Juifs ne sont qu'environ 650 dans le Gau, ne présente pas une importance excessive…La synagogue juive a été vers 3 heures du matin forcée et partiellement démolie par des membres de la SA. Les membres de la SA étaient en uniforme…Vers 4 heures du matin, un certain nombre de membres de la SS en civil se sont réunis dans la synagogue et ont pris la suite de l'action en main. La synagogue a brûlé complètement, mais les objets rituels précieux, les objets en or et en argent, et les archives ont été saisis. En outre, différents livres de dépôt avec des sommes considérables, appartenant à des émigrés juifs ont été saisis. Tout ce matériel se trouve au poste de la police d'État à Linz. L'action de la SS a été réalisée avec une parfaite discipline.  »
Pendant la guerre, Linz est un centre important de persécution. Dans le camp de Mauthausen, situé à environ 20 km de Linz, et ses sous-camps, plus de 100 000 personnes originaires de toute l'Europe seront assassinées. Au total, trois camps satellites du camp de concentration de Mauthausen et 77 camps de travailleurs forcés se trouvaient dans la ville de Linz et ses alentours.
De 1941 à 1945, environ 300 Juifs de Linz et de la Haute-Autriche périssent dans la Shoah. Une petite communauté juive reverra le jour après la guerre à Linz en 1946, sous la présidence d'Henri Splevinsky et d'Isidor Friedmann son adjoint.

## Histoire de la synagogue

### Construction de la synagogue
La première pierre de la synagogue est posée par le rabbin Adolf Kurrein le 16 mai 1876 au 26 Bethlehemstraße. La cérémonie est décrite dans trois articles détaillés dans le journal Tages-Post de Linz, reprenant les nombreux discours des invités d'honneur, le gouverneur du Land, du conseil municipal, du bourgmestre et du rabbin Kurrein lui-même. Après la fin des travaux, se déroule le 10 mai 1877, la cérémonie d'inauguration de la synagogue qui devait reléguer dans l'ombre celle de la pose de la première pierre. Le service religieux est dirigé par le chef Hazzan (Chantre) de Vienne, Salomon Sulzer, suivi par le sermon très émouvant du rabbin Kurrein.
Le bâtiment est construit sous la direction de l'Oberösterreichisch Baugesellschaft (Société de construction de Haute-Autriche) en style néo-roman. Le modèle architectural retenu est celui de la synagogue de Cassel, avec des fenêtres et des portes cintrées aussi bien sur la façade avant que sur les côtés latéraux. Ce style répond aux souhaits de la communauté juive, un bâtiment pas tout à fait étranger, mais qui se différencie quand même des autres bâtiments de Linz, exprimant ainsi la volonté d'une coopération pacifique tout en préservant l'indépendance de la foi juive. La synagogue est construite indépendante de tous les côtés et peut dépasser en hauteur les bâtiments directement adjacents. Elle se trouve légèrement surélevée et on y accède par trois escaliers d'une huitaine de marches chacun.
Par contre, pour l'intérieur de la synagogue, la communauté préfère une construction classique avec des colonnes en fonte qui soutiennent le plafond et la galerie plutôt que le style historicisme romantique de Cassel avec des arches et des voûtes en berceau.
La salle de prière est éclairée naturellement de jour par six fenêtres doubles sur les deux côtés latéraux, et de nuit par seize plafonniers, un lustre au centre de la pièce, et de nombreuses bougies aussi bien au rez-de-chaussée que dans les galeries. Les places d'honneur pour le rabbin et pour le Hazzan (chantre) sont situées de part et d'autre de l'Arche Sainte. Les hommes sont assis au rez-de-chaussée, tandis que la galerie au premier étage, courant sur trois côtés de la salle, est réservée pour les femmes. L'accès à la galerie s'effectue par les deux portes situées à droite et à gauche de l'entrée principale.
En dépit du nombre relativement faible de membres de la communauté juive de  Linz, celle-ci fait construire une synagogue monumentale et représentative. D'une largeur de 17 mètres sur une profondeur de 25 mètres, la surface de plancher atteint 425 m2. Avec une hauteur au-dessus du sol au niveau de la façade du bâtiment de 17,5 mètres, la synagogue dépasse largement tous les bâtiments avoisinants.
La salle de prière elle-même a une surface de 255 m2 et une hauteur de 10,77 mètres et offre un espace pour environ 300 places au rez-de-chaussée pour les hommes et 200 places dans les galeries au premier étage pour les femmes.
En 1906, la synagogue fait l'objet d'un agrandissement, sa profondeur passant à 30,5 mètres et sa surface de plancher à environ 500 mètres carrés. En plus des espaces nouvellement créés, une pièce réservée au rabbin et une pièce pour l'orgue, il a été possible d'installer une salle de prière pour l'hiver, située au premier étage au-dessus de l'entrée principale. Celle-ci pouvait accueillir environ 50 personnes.

### Description de l'intérieur de la synagogue
La configuration interne de la synagogue a été modifiée de façon substantielle lors de la rénovation-agrandissement de 1906, principalement par une extension à l'arrière de la synagogue et un élargissement des galeries réservées aux femmes.
On pénètre dans la synagogue par une des trois entrées situées sur la façade nord. Les deux entrées latérales, plus petites sont destinées aux femmes et mènent chacune à un escalier situé dans les tours d'angle et conduisant aux galeries du premier étage. L'entrée principale au centre permet d'accéder à la salle de prière en passant par le vestibule. Donnant aussi dans le vestibule, se trouve une petite pièce servant de vestiaire accessible uniquement aux hommes. Lors des grandes célébrations, une pièce située au-dessus est aussi utilisée. Avant la rénovation, elle sert aussi de bureau au rabbin.
Après les travaux, le bureau du rabbin est déplacé au rez-de-chaussée à l'arrière du bâtiment, et l'emplacement au-dessus du vestibule est transformé en salle de prière pour l'hiver. Cette salle est suffisante pour les offices réguliers et permet ainsi d'économiser sur le chauffage de la grande salle. Cette petite salle est équipée d'une petite Arche Sainte provenant de l'ancienne salle de prière située dans la Marienstraße, et d'un pupitre de lecture. Il n'y a pas de séparation entre les hommes et les femmes, celles-ci s'asseyant à l'arrière de la pièce. L'entrée se fait par la porte de droite de la façade. Contrairement à la grande salle de prière, la petite salle est orientée vers l'est, correctement du point de vue religieux.
Les deux escaliers, situés dans les corps d'angle permettent de se rendre à la galerie réservée aux femmes et dans la salle de prière d'hiver ainsi qu'au grenier et au sous-sol. Bien que le grenier soit éclairé naturellement par trois fenêtres rondes et le sous-sol par deux fenêtres rectangulaires situées près de l'entrée principale, il semble que ces deux pièces ont été principalement utilisées comme espace de rangement.  
Comme mentionné précédemment, le bureau du rabbin au rez-de-chaussée et l'espace pour le chœur à l'étage supérieur ont été aménagés dans les locaux nouvellement rajoutés lors de la rénovation de 1906. Les deux escaliers situés à l'arrière servent d'issues de secours imposées par les autorités, et ne sont pas utilisés en temps normal par les fidèles. En 1938, le bureau du rabbin est habité par une famille de quatre personnes et n'était plus utilisé par le rabbin lui-même.

### Caractéristiques particulières
Une caractéristique singulière de la synagogue de Linz est son orientation au sud. Normalement les synagogues sont orientées vers l'est, avec une entrée côté ouest et l'Arche Sainte située sur le mur est, de façon que les fidèles puissent prier en étant orientés dans la direction de Jérusalem. À Linz, la configuration du site, étroit et en longueur, ne permettait pas cette orientation sans poser d'énormes restrictions. Lors de la construction de la synagogue, la communauté a fait le choix de conserver la maison communautaire comme logement du rabbin et de retenir, pour des raisons esthétique, que la façade principale de la synagogue donne sur la rue.
Une autre particularité de la synagogue est la présence d'un orgue. À l'époque, la majorité des communautés juives dans les pays de langue allemande est encore opposée à l'utilisation d'un orgue dans les synagogues. L'orgue est construit vers 1894 et est positionné initialement sur le côté entre la Bimah et l'Arche Sainte. Après la rénovation de 1906, il occupe une place centrale au-dessus de l'Arche Sainte. 

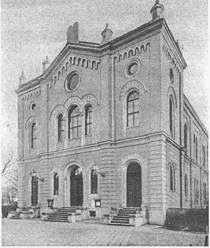
La synagogue en 1910

### Agrandissement et restructuration
Au fil des années, des travaux de rénovation et de reconstruction s'avèrent nécessaires. La question est à l'ordre du jour dès l'année 1889. En 1894, sous l'impulsion d'Ignaz Hahn, un orgue baroque est installé dans la synagogue.
Les travaux les plus importants sont réalisés en 1906, avec une expansion à l'arrière du mur sud. Les travaux ont été rendus obligatoires pour des raisons de sécurité, avec l'installation de deux escaliers d'évacuation et de portes de sortie à l'arrière du bâtiment. Une pièce pour le rabbin est construite au rez-de-chaussée, et un emplacement pour l'orgue à l'étage. En plus, la galerie pour les femmes est élargie d'environ 50 cm et l'étagement raide des gradins un peu aplani.
Dans la période entre 1910 et les fêtes du jubilé en 1927, des travaux de réparation sont réalisés sur les six tourelles au-dessus des murs pignons, qui initialement ornées, laissent leur place à des structures simplifiées en forme de cheminée. 
D'autres travaux importants sont réalisés en 1932, mais ne sont pas documentés. En 1934, les peintures intérieures de la synagogue sont remises en état, et un four à bois est installé pour la période hivernale. Les derniers travaux connus datent de 1935 et concernent la clôture du terrain. 

### Les architectes de la synagogue
Dans sa thèse de doctorat, René Mathe essaye de déterminer l'architecte chargé du projet. Devant l'absence des plans de soumission originaux de la synagogue et de documents d'époque, il n'a pu attribuer la conception de la synagogue à un seul architecte. Selon les sources, les plans sont attribués tantôt à Ignaz Scheck, tantôt à Ferdinand Scheck, et on ignore s'ils étaient de la même famille. D'autres sources indiquent qu'ils auraient pu collaborer, Ignaz Scheck en tant qu'architecte et Ferdinand Scheck comme décorateur. On connait par contre certaines entreprises qui ont participé à sa construction: la menuiserie est l'œuvre de la société Höflinger, les travaux de serrurerie de Schachermayr et fils, les travaux de décoration, peinture et dorure ont été réalisés par l'atelier de Ferdinand Scheck lui-même, les draperies et tentures viennent du brodeur d'or Martin Straßer de Vienne et l'éclairage au gaz a été installé par la Berliner AG für Gasanlagen.
- Ferdinand Scheck

Ferdinand Scheck est né le 16 février 1827. Il est le fils adoptif du peintre Ferdinand Scheck du même nom (1793-1855). il étudie la peinture et la sculpture à l'Académie des beaux-arts de Munich et reprend en 1855 l'atelier artistique fondé par son père, spécialisé dans l'aménagement des espaces profanes et sacrés à Linz. Jusqu'à la fin des années 1860, il occupe une position prépondérante en Haute-Autriche pour l'installation des églises. En 1867, il reçoit la médaille d'argent décernée à l'Exposition universelle de Paris. Il meurt le 25 juin 1891. Son fils, qui se prénomme aussi Ferdinand prend alors sa succession à la tête de l'atelier.
Parmi ses œuvres les plus importantes, en dehors de la synagogue de Linz, on lui attribue plusieurs peintures à l'huile, la restauration de diverses églises, celle de  Pesenbach (1854-1858), de Niederneukirchen (1855-1856), de Marchtrenk (1865), l'Église des Frères Miséricordieux à Linz (1884), l'Église Saint-Martin à Linz (1884), ainsi que la conception de l'auditorium du théâtre régional de Linz (1875), et de la salle de conférence de la Diète de Haute-Autriche (1863) .
- Ignaz Scheck et la Société de construction de Haute-Autriche

Ignaz Scheck, né le 22 juillet 1841 et mort le 13 mai 1903, est reconnu comme un des architectes les plus importants du mouvement historiciste. Ayant reçu sa licence d'exploitation en 1873, il va occuper peu de temps après le poste de directeur de la Oberösterreichischen Baugesellschaft (Société de construction de Haute-Autriche), fondée en 1871, poste qu'il occupera jusqu'à sa mort. Alors que la région de Linz est en pleine expansion avec une forte industrialisation, cette société obtient de très nombreuses commandes auprès de la grande industrie, ainsi que des bâtiments publics ou semi-publics.
Parmi ses œuvres les plus importantes, on peut citer: les filatures de Zizlau (1884-1886), la fabrique de fours Schadler (1882), l'usine de peintures Lechler & Sohn (1889), le musée Francisco-Carolinum (1884-1895), la Caisse d'épargne générale (1886-1892), le collège Petrinum (1895-1897) et l'Hôpital général (1902-1904), construits presque tous en style néo-Renaissance.

### Les rabbins de 1863 à 1938
- de 1863 à 1873: Dr Wilhem Stern 1826-1900.
- de 1873 à 1876: Dr Abraham Frank (1838-1917). Après des études au séminaire théologique de Breslau (maintenant Wrocław en Pologne), il s'inscrit en 1860 à l’université Frédéric-Guillaume de Silésie, puis à l’université de Leipzig, où il soutient sa thèse le 6 août 1863. Entre 1867 et 1872, Frank est le rabbin de la communauté juive de Saaz  au nord de la Bohême (maintenant Žatec en République tchèque). En 1873, il est nommé rabbin à Linz où il lance le projet de construction de la synagogue qui sera mené à bien par son successeur. En effet, en octobre 1875, il est élu rabbin à Cologne, un poste qu'il n'occupera qu'une seule année décédant l'année suivante.
- de 1876 à 1883: Dr Adolf Kurrein (1846-1919). Né à Trebitsch  en Moravie dans l'empire d'Autriche (maintenant Třebíč en République tchèque), après avoir suivi une éducation religieuse, il poursuit ses études à Brünn puis à Vienne où il suit les cours d'Adolf Jellinek. À l’université de Vienne, il obtient en 1871 un doctorat en philosophie, histoire et mathématiques et un an plus tard, le diplôme rabbinique. Il occupe alors le poste de rabbin dans différents villes: en 1872 à Sankt Pölten, en 1876 à Linz, en 1883 à Bielitz en Silésie autrichienne (mainenant Bielsko-Biała en Silésie polonaise), puis en 1888 à Teplitz-Schönau (maintenant Teplice en République tchèque). Il écrit de nombreux articles dont plusieurs biographies pour la Jewish Encyclopedia. Il s'engage vers la fin de sa vie au côté de Theodor Herzl dans le sionisme politique.
- de 1883 à 1923: Moritz Friedmann (1835-1926)
- de 1923 à 1938: Viktor Kurrein (1861-1974): fils d'Adolf Kurrein, il émigre en Angleterre en 1938.

### Destruction de la synagogue
Lors de la nuit de Cristal du 9 au 10 novembre 1938, la synagogue est incendiée. Max Hirschfeld, président de la communauté juive, et les habitants du 26 Bethlehemstraße sont témoins de l'agression: 
« Le 10 novembre 1938, à 3h30 du matin, 40 hommes de la SA sous la direction d'Oirer que je connaissais personnellement, arrivent devant la synagogue, en apportant avec eux quelques bidons de 5 litres d'essence. Avec des haches, ils ont cassé la porte du temple et ont pénétré à l'intérieur. Oirer lui-même s'est dirigé vers la partie arrière du temple où se trouvait le bureau du rabbin et où à l'époque vivait la famille Hesky. Oirer a exhorté la famille à se calmer et à ne pas quitter la pièce, puis a verrouillé la porte de l'extérieur… Quelques minutes plus tard, le temple était en feu…Les pompiers de Linz sont arrivés immédiatement dès le début de l'incendie, mais le gouverneur Eigruber leur a donné l'ordre de ne pas éteindre l'incendie, mais uniquement de se concentrer sur la sécurisation des bâtiments adjacents. »
Après la guerre, en raison de manque de preuves, Oirer lui-même ne sera pas poursuivi pour ses actions.
Le Tages-Post relate le 11 novembre en page 3, de façon très discrète, la destruction de la synagogue: 
« Ainsi le temple juif a brûlé jusqu'aux fondations, jeudi vers 4 heures du matin, comme nous l'avions déjà signalé dans nos dernières éditions d'hier. Quand les pompiers sont apparus, le feu à l'intérieur du temple faisait déjà tellement rage qu'ils ne pouvaient que se limiter à protéger les bâtiments environnants et éviter tout danger pour des vies humaines. La brigade de pompiers, sous les ordres du commandant Trimbacher, a accompli un travail exemplaire afin d'éviter tout dommage à la vie et aux biens de nos concitoyens...
Des enquêtes ont été immédiatement diligentées, mais les auteurs n'ont pas été identifiés. On peut supposer qu'il s'agit d'une flambée d'indignation de la population contre les Juifs, car l'agitation à Linz était devenue extrême quand a été connue la mort de l'attaché Ernst vom Rath, victime d'un tueur juifs. Partout se sont formés des rassemblements dans lesquels s'élevaient des voix contre cette nouvelle provocation des Juifs contre le peuple allemand. Mais en aucun cas, il n'y a eu d'exactions. »
Karl Löwy, un autre Juif témoin de la scène, dépeint les événements dramatiques d'un point de vue légèrement différent:
« Nous avons vu les flammes jaillir des fenêtres du temple. Un officier SA, avec une arme à la main est sorti du bâtiment. Les rouleaux de Torah et les livres de prière ont été arrachés et jetés dehors. Le commerçant G, habitant dans le quartier, a été cherché à l'entrée du temple, où se trouvaient divers accessoires, un chapeau, un talit (châle de prière), a pris un rouleau de Torah dans les bras et s'est assis sur les marches à l'entrée de la synagogue en imitant un chant en hébreu. La foule amassée brailla pour le remercier pour son idée humoristique.  La brigade des pompiers était présente, mais se préoccupait seulement à éviter que le feu ne se propage aux maisons du quartier. Vers nous, qui étions choqués et secoués par la scène macabre, sont alors venus des hommes de la SA, qui nous ont maltraités et accusés d'avoir caché des armes et que c'était nous, les Juifs, qui avions mis le feu au temple. »
En plus du pillage des comptes d'épargne et des objets de culte en argent de la synagogue, la somme assurée en cas d'incendie d'un montant de 40 000 reichsmarks est versée par la compagnie d'assurances Phoenix à la Gestapo.
Dans son rapport au SD-Führer des SS-Oberabschnittes Donau à Vienne, Herbert Sperling, SS Sturmbannführer, indique: 
« En outre, divers livrets d’épargne remplis avec des sommes considérables appartenant au fonds pour les émigrés juifs. Tout le matériel a été déposé à l’Office de police de Linz. L'action des SS s'est déroulée dans la plus grande discipline. Autant qu'on sache, il ne manque que la collection de timbres de valeur (valeur supposée d'environ 20 000 reichsmark). »
Dix-huit mois plus tard, Max Hischfeld est forcé de signer l'acte de vente du terrain situé au 26 Bethlehemgasse ainsi que de tous les biens de la communauté. Cet acte de vente daté du 11 juin 1940 mentionne un prix de 136 500 reichsmarks. Mais un document antérieur du 1er mars 1939, de l'Autorité de contrôle des prix avait abaissé le prix à 42 500 reichsmarks. On ignore si un de ces montants a été versé à la communauté. Le centre communautaire est transformé par les nazis en remise à outils et en deux dortoirs pour les ouvrières célibataires.

## L'après-guerre

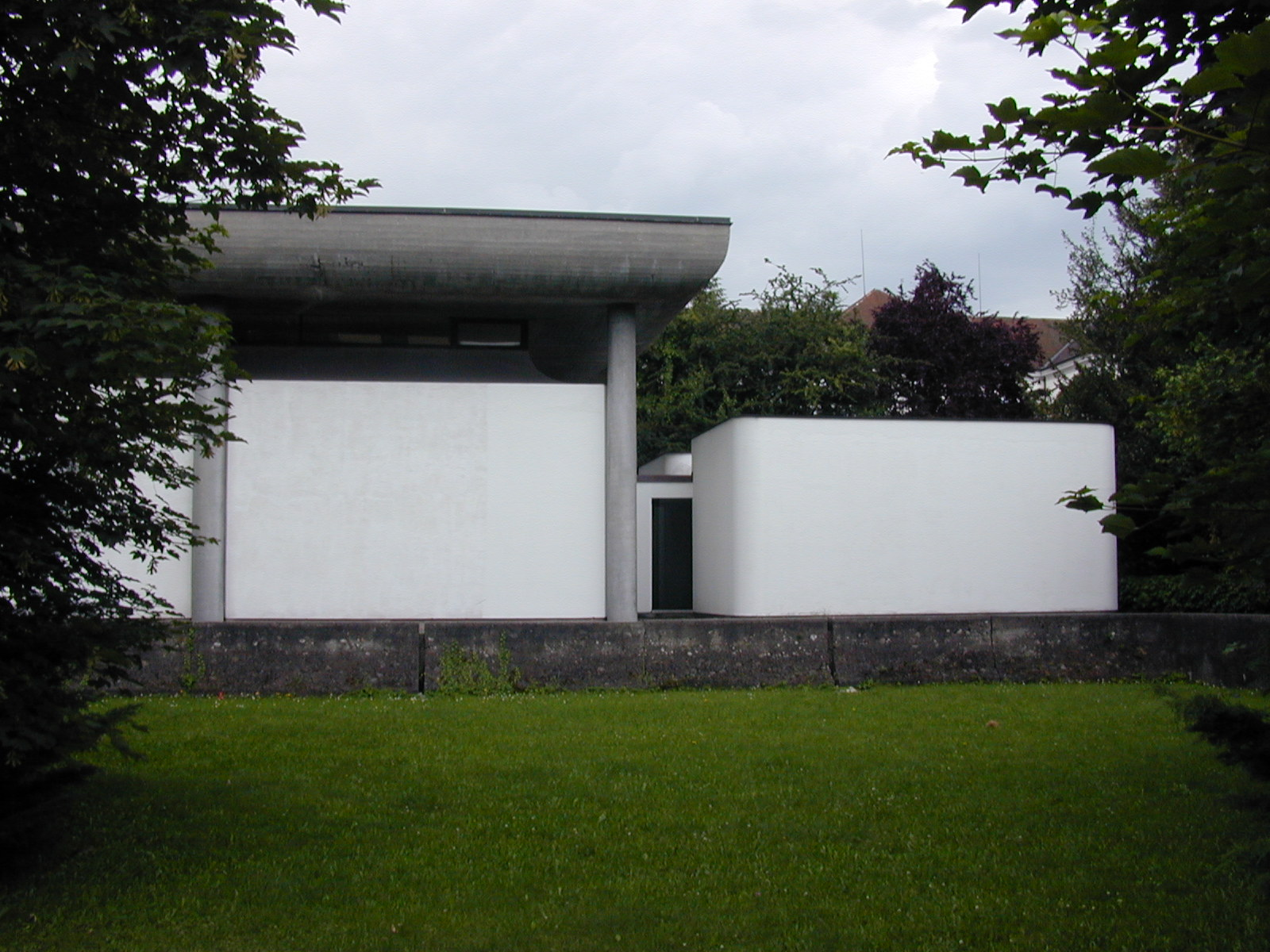
La nouvelle synagogue de Linz, construite en 1968

Après la guerre, le centre communautaire dans la Bethlehemstraße est remis dans son état d'origine et restitué le 11 janvier 1946 à la communauté juive. Il va servir provisoirement de salle de prière, mais en raison des baux des locataires présents à la date de la restitution, les fidèles n'auront pas accès au premier étage, mais seulement aux pièces du rez-de-chaussée et du sous-sol. 
Une nouvelle synagogue, nettement plus petite que la synagogue d'avant-guerre, est construite et inaugurée en 1968, avec l'argent reçu par la communauté juive comme compensation financière à la suite de la loi fédérale 222 du 26 octobre 1960.